# Jesus Pinedo
Jesus Pinedo (Callao, 22 de junio de 1996) es un artista marcial mixto peruano que actualmente compite en la división de peso pluma de Professional Fighters League (PFL). Ganó el Campeonato de peso pluma de la PFL de 2023. En octubre de 2023, Pinedo alcanzó el puesto número 10 en el ranking mundial de peso pluma según Fight Matrix.

## Primeros años
Jesús Pinedo se asoció estrechamente con el entrenador Iván Ibérico, una reconocida figura del MBA en Perú, y ha mantenido un fuerte vínculo desde los 16 y 17 años. Si bien las artes marciales han sido una pasión de toda la vida, el individuo incursionó inicialmente en varios deportes de contacto desde la tierna edad de 5 o 6 años, participando esporádicamente en disciplinas como el judo y el kárate durante las vacaciones o breves períodos a lo largo del año. A diferencia de sus compañeros que preferían el fútbol, la inclinación de Pinedo hacia las artes marciales mixtas se hizo evidente desde el principio, dirigiendo su trayectoria deportiva en una dirección distinta. Estuvo involucrado en la lucha en su juventud, lo que llevó a su padre a internarlo en un internado premilitar.

## Carrera de artes marciales mixtas

### Carrera temprana
Los manejadores de Pinedo adoptaron el enfoque del bautismo de fuego, lo que lo llevó a hacer su debut profesional poco menos de un mes después de cumplir 17 años. El 17 de julio de 2013, demostró sus habilidades al despachar rápidamente a Luigi Dapello con golpes de primer asalto en un evento regional. Durante su adolescencia, Pinedo subió al ring 14 veces, acumulando un récord encomiable de 9–4–1 en esas primeras batallas. Su nombre, "El Mudo", se ha convertido en sinónimo de éxito, ya que obtuvo títulos en las organizaciones 300 Sparta e Inka Fighting Championship (INKA FC). El momento culminante de Pinedo llegó cuando aseguró el campeonato de peso pluma de INKA FC, lo que obligó a Joackim Pedro Neto Ferreira a sufrir un estrangulamiento de guillotina en el primer asalto de su choque de febrero de 2018. Apenas cuatro meses después, añadió otra pluma a su gorra al hacerse con el título de peso pluma de 300 Sparta, desatando una andanada de golpes en el segundo asalto que supusieron el final para Carlos Alexadre.

### Ultimate Fighting Championship
Pinedo hizo su debut en UFC reemplazando a Claudio Puelles lesionado contra Devin Powell el 17 de noviembre de 2018 en UFC Fight Night 140, ganando la pelea por decisión unánime.
Pinedo reemplazó una vez más a un peleador lesionado, esta vez Nasrat Haqparast, contra John Makdessi el 23 de marzo de 2019, en UFC Fight Night 148, perdiendo la pelea por decisión unánime.
Días después de que el peleador peruano rompiera vínculos con la agencia Iridium Sports, propiedad del conocido manager Jason House, la UFC despidió a Pinedo.

### Professional Fighters League
Después de ganar sus siguientes 4 peleas en la escena regional peruana, todas por nocauts, Pinedo hizo su debut en la PFL contra Gabriel Alves Braga el 1 de abril de 2023 en la PFL 1, perdiendo la pelea reñida por decisión dividida.
Pinedo se enfrentó a Brendan Loughnane el 8 de junio de 2023 en PFL 4. Ganó la pelea por nocaut al comienzo del primer asalto, convirtiéndose en el primer luchador en acabar con Loughnane en su carrera de MMA.
En las semifinales de peso pluma, Pinedo se enfrentó a Bubba Jenkins en el evento principal de PFL 7 el 4 de agosto de 2023. En los pesajes, Jesús Pinedo pesó 146,4 libras, 0,4 libras por encima del límite de peso pluma. Fue multado con el 20 por ciento de su bolsa, que fue para su oponente Jenkins, y comenzó la pelea con una resta de un punto. Pinedo ganó la pelea por nocaut técnico en el segundo asalto.
De cara a la final del torneo de peso pluma, Pinedo se enfrentó a Gabriel Alves Braga el 24 de noviembre de 2023 en PFL 10. Se vengó de la derrota anterior y ganó la pelea por nocaut técnico al comienzo del tercer asalto para ganar el Campeonato de peso pluma de la PFL de 2023 y un premio colectivo de 1 millón de dólares.
Pinedo estaba programado para enfrentar al Campeón Mundial de Peso Pluma de Bellator, Patrício Pitbull el 24 de febrero de 2024, en PFL vs. Bellator. Sin embargo, Pinedo se retiró una semana antes del evento por una lesión en la espalda.

## Campeonatos y logros
- Inka Fighting Championship
  - Campeonato de Peso Pluma de INKA FC

## Récord en artes marciales mixtas
| Récord profesional | Récord profesional | Récord profesional |
| 31 peleas          | 24 victorias       | 6 derrotas         |
| ------------------ | ------------------ | ------------------ |
| Nocaut             | 15                 | 2                  |
| Sumisión           | 4                  | 0                  |
| Decisión           | 5                  | 4                  |
| Empates            | 1                  | 1                  |

| Resultado | Récord | Oponente             | Método                      | Evento                                               | Fecha                    | Ronda | Tiempo | Localización         | Notas                                                                                |
| --------- | ------ | -------------------- | --------------------------- | ---------------------------------------------------- | ------------------------ | ----- | ------ | -------------------- | ------------------------------------------------------------------------------------ |
| Victoria  | 24–6–1 | Adam Borics          | KO/TKO (golpes)             | 2025 PFL First Round: Welterweights & Featherweights | 3 de abril de 2025       | 1     | 3:43   | Orlando, Florida     |                                                                                      |
| Victoria  | 23–6–1 | Gabriel Alves Braga  | TKO (golpes)                | PFL 10                                               | 24 de noviembre de 2023  | 3     | 0:58   | Washington D. C.     | Ganó el Torneo de Peso Pluma de PFL de 2023.                                         |
| Victoria  | 22–6–1 | Bubba Jenkins        | TKO (golpes)                | PFL 7                                                | 4 de agosto de 2023      | 2     | 4:40   | San Antonio, Texas   | Semifinal del Torneo de Peso Pluma de PFL de 2023. Pinedo no dio el peso (146.4 lbs) |
| Victoria  | 21–6–1 | Brendan Loughnane    | KO (rodillazo y golpes)     | PFL 4                                                | 8 de junio de 2023       | 1     | 1:34   | Atlanta, Georgia     |                                                                                      |
| Derrota   | 20–6–1 | Gabriel Alves Braga  | Decisión (dividida)         | PFL 1                                                | 1 de abril de 2023       | 3     | 5:00   | Las Vegas, Nevada    |                                                                                      |
| Victoria  | 20–5–1 | Genison Lima         | TKO (golpes)                | Inka FC 34                                           | 10 de julio de 2022      | 1     | 4:05   | Lima                 |                                                                                      |
| Victoria  | 19–5–1 | Elicardo Silva       | KO (golpes)                 | Arena Global 10                                      | 12 de febrero de 2021    | 1     | 1:15   | Río de Janeiro       |                                                                                      |
| Victoria  | 18–5–1 | Kaio Tavares         | TKO (codazos y golpes)      | Inka FC 33                                           | 26 de febrero de 2020    | 1     | 2:27   | Lima                 |                                                                                      |
| Victoria  | 17–5–1 | Jose Luis Alegre     | TKO (golpes)                | Iquitos Combat Championship 6                        | 19 de octubre de 2019    | 2     | 2:37   | Iquitos              | Regreso a peso pluma.                                                                |
| Derrota   | 16–5–1 | John Makdessi        | Decisión (unánime)          | UFC Fight Night: Thompson vs. Pettis                 | 23 de marzo de 2019      | 3     | 5:00   | Nashville, Tennessee |                                                                                      |
| Victoria  | 16–4–1 | Devin Powell         | Decisión (unánime)          | UFC Fight Night: Magny vs. Ponzinibbio               | 17 de noviembre de 2018  | 3     | 5:00   | Buenos Aires         | Regreso a peso ligero.                                                               |
| Victoria  | 15–4–1 | Carlos Alexandre     | TKO (golpes)                | 300 Sparta 26                                        | 15 de junio de 2018      | 2     | 3:13   | Lima                 | Ganó el Campeonato de Peso Pluma de 300S.                                            |
| Victoria  | 14–4–1 | Joackim Neto         | Sumisión (guillotine choke) | Inka FC 27                                           | 18 de febrero de 2018    | 1     | 2:25   | Lima                 | Ganó el Campeonato de Peso Pluma de IFC.                                             |
| Victoria  | 13–4–1 | Jefferson Angulo     | Sumisión (triangle choke)   | EMMA 11                                              | 1 de julio de 2017       | 1     | 2:46   | Cuenca               | Pelea en peso ligero.                                                                |
| Victoria  | 12–4–1 | Alonso Verona        | Sumisión (triangle choke)   | Redemption Fighters 3                                | 22 de marzo de 2017      | 3     | 2:18   | Lima                 |                                                                                      |
| Victoria  | 11–4–1 | Guilherme Cadena     | TKO (golpes)                | 300 Sparta 12                                        | 31 de agosto de 2016     | 1     | 3:04   | Lima                 |                                                                                      |
| Victoria  | 10–4–1 | Marcelino Cavalcante | TKO (golpes)                | 300 Sparta 11                                        | 30 de junio de 2016      | 3     | 3:17   | Lima                 |                                                                                      |
| Derrota   | 9–4–1  | Alonso Verona        | KO (golpes)                 | Inka FC: Warriors 5                                  | 16 de diciembre de 2015  | 1     | 0:09   | Lima                 | Por el Campeonato de Peso Pluma de IFC.                                              |
| Victoria  | 9–3–1  | Federico Gentiluomo  | Decisión (unánime)          | Arena Tour 7                                         | 19 de septiembre de 2015 | 3     | 5:00   | Buenos Aires         |                                                                                      |
| Victoria  | 8–3–1  | Cicero Coutinho      | TKO (golpes)                | Inka FC: Warriors 4                                  | 17 de julio de 2015      | 1     | 1:37   | Trujillo             |                                                                                      |
| Victoria  | 7–3–1  | Jonathan Ortega      | TKO (golpes)                | Arena Tour 6                                         | 26 de junio de 2015      | 1     |        | Córdoba              |                                                                                      |
| Victoria  | 6–3–1  | Sidney Guzman        | Sumisión (armbar)           | Peru FC 19                                           | 3 de diciembre de 2014   | 1     | 3:49   | Lima                 |                                                                                      |
| Victoria  | 5–3–1  | Jack Guzman          | TKO (golpes)                | Inka FC: Warriors 2                                  | 25 de octubre de 2014    | 1     | 2:18   | Lima                 |                                                                                      |
| Empate    | 4–3–1  | Jose Zarauz          | Empate (mayoritario)        | Peru FC 18                                           | 17 de septiembre de 2014 | 3     | 5:00   | Lima                 |                                                                                      |
| Derrota   | 4–3    | Javier Oyarzabal     | TKO (golpes)                | Arena Tour 3                                         | 15 de agosto de 2014     | 2     |        | Buenos Aires         |                                                                                      |
| Derrota   | 4–2    | Humberto Bandenay    | Decisión (dividida)         | Inka FC 26                                           | 24 de mayo de 2014       | 3     | 5:00   | Lima                 |                                                                                      |
| Victoria  | 4–1    | Victor Arata         | Decisión (unánime)          | Inka FC 25                                           | 16 de abril de 2014      | 3     | 5:00   | Lima                 |                                                                                      |
| Victoria  | 3–1    | Marlon Gonzales      | Decisión (unánime)          | 300 Sparta 5                                         | 4 de febrero de 2014     | 3     | 5:00   | Lima                 |                                                                                      |
| Derrota   | 2–1    | Jose Manuel Guevara  | Decisión (unánime)          | 300 Sparta 4                                         | 10 de octubre de 2013    | 3     | 5:00   | Lima                 |                                                                                      |
| Victoria  | 2–0    | Miguel Morales       | Decisión (unánime)          | 300 Sparta 3                                         | 16 de septiembre de 2013 | 3     | 5:00   | Lima                 |                                                                                      |
| Victoria  | 1–0    | Luigi Dapello        | TKO (golpes)                | 300 Sparta 2                                         | 17 de julio de 2013      | 1     | 2:23   | Lima                 |                                                                                      |